# Stefan Jarmicki
Stefan Jarmicki (ur. 30 lipca 1897 w Gołuchowie, zm. 7 czerwca 1981 w Poznaniu) – uczestnik powstania wielkopolskiego, działacz związkowy.

## Życiorys
Syn Walentego i Marianny. W latach I wojny światowej wcielony do służby wojskowej, służył w armii niemieckiej na terenie Niemiec oraz Francji. Po powrocie z Francji brał czynny udział w powstaniu wielkopolskim w Ostrowie Wielkopolskim. Po ukończeniu służby wojskowej był pracownikiem drogowym. Jako aktywny działacz społeczny podejmował wiele inicjatyw na rzecz lokalnej społeczności w Gołuchowie. Do wybuchu II wojny światowej był działaczem związku zawodowego, opierającego się na zasadach chrześcijańskich, o nazwie Związek Robotników Rolnych i Leśnych, sprzeciwiającemu się wyzyskowi robotników, a szczególnie kobiet i dzieci.
Po wkroczeniu wojsk niemieckich brał udział w ratowaniu i ewakuacji mieszkańców Gołuchowa do wsi nad Prosną, chroniąc ich przed aresztowaniami. Sam został aresztowany przez Gestapo już w październiku 1939 roku i wywieziony do obozu koncentracyjnego Eberswalde na terenie Rzeszy. Po interwencji żony Michaliny u krewnego, który był  wysokim  oficerem Oddziałów Szturmowych SA armii hitlerowskiej, skierowany został do obozu pracy i zatrudniony przy produkcji sprzętu wojskowego oraz amunicji dla armii niemieckiej. 
Po powrocie z Niemiec, wraz z całą rodziną przeprowadził się do Żar, gdzie pracował w Zjednoczeniu Przemysłu Węgla Brunatnego. W dowód zasług dla mieszkańców jedną z ulic w Gołuchowie nazwano jego imieniem.

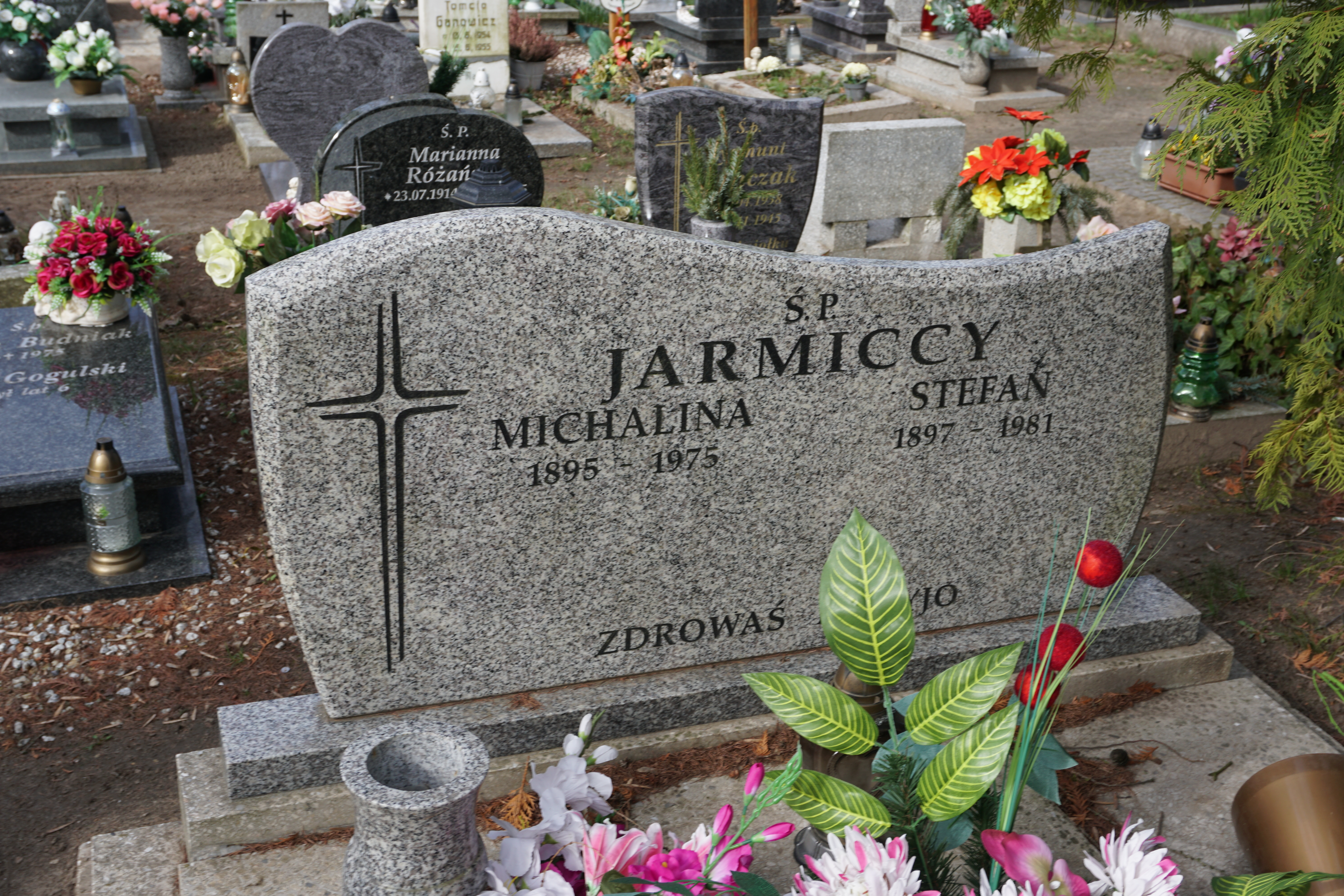
grób Stefana Jarmickiego na cmentarzu parafii św. Jana Vianneya w Poznaniu

Od 1921 roku żonaty z Michaliną Mikłos, miał troje dzieci – Franciszka, Pelagię i Edmunda.
Zmarł 7 czerwca 1981 roku, pochowany na cmentarzu parafialnym św. Jana Vianneya w Poznaniu (kwatera Dzieciątka Jezus-27-4).
Jego książeczka wojskowa z okresu Powstania wielkopolskiego została przekazana przez syna Edmunda do Wielkopolskiego Muzeum Wojskowego w Poznaniu.